# Centre catholique des intellectuels français
Pour les articles homonymes, voir CCIF.
Le Centre catholique des intellectuels français (CCIF) est un centre de réflexions d'intellectuels catholiques, fondé en 1941 et dissous en 1977. Il est à l’origine de la création de la revue Recherches et débats en 1952.

## Éléments historiques
Le Centre catholique des intellectuels français (CCIF) est fondé dans la clandestinité en 1941, par des philosophes et des historiens. Il a exercé une grande influence dans les milieux intellectuels français. Présidé successivement par Henri Bédarida, Olivier Lacombe et René Rémond, il a été un foyer particulièrement dynamique des grands débats d’après-guerre sur les implications de la pensée catholique dans les domaines de la recherche, de la politique, de la science et des techniques.
Le Centre catholique des intellectuels français a participé à la préparation du concile Vatican II en organisant des débats hebdomadaires, des séminaires de recherche, des colloques. Il a aidé la pensée chrétienne à participer aux grands débats intellectuels jusqu'en 1976.
À la fin des années 1970, le CCIF traverse une grave crise financière et idéologique, qui conduit à son implosion : alors que certains habitués du CCIF, tels que Jean Daniélou ou Claude Bruaire, participent à la fondation de la revue Communio, d'autres tentent un rapprochement entre le CCIF et les Semaines sociales qui échoue et aboutit à la création d'une nouvelle association, autour de personnalités telles que René Rémond, Marcel Merle, Renaud Sainsaulieu ou encore Jean-Pierre Duport.